# Armando Marques (Schiedsrichter)

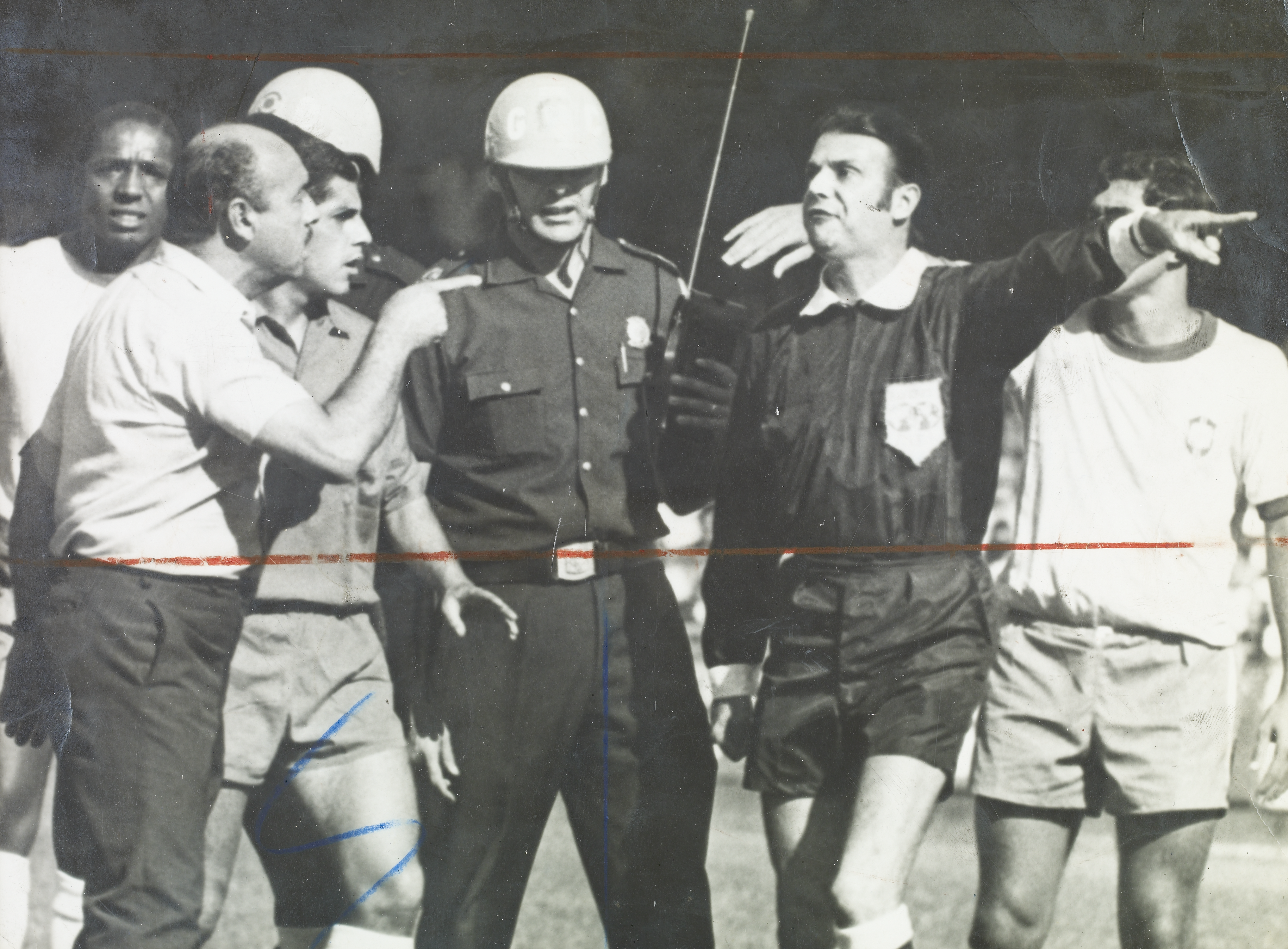
Armando Marques (1970) (2.v.r.)

Armando Nunes Castanheira da Rosa Marques (* 6. Februar 1930 in Rio de Janeiro; † 16. Juli 2014 ebenda) war ein brasilianischer Fußballschiedsrichter.

## Sportlicher Werdegang
Marques leitete ab 1961 Spiele auf nationaler Ebene im brasilianischen Fußball und avancierte 1964 zum FIFA-Schiedsrichter, als er mit dem Aufeinandertreffen von England und Portugal im Rahmen der Taça das Nações ein erstes Länderspiel leitete. Zwei Jahre später gehörte er zu den Spielleitern bei der WM-Endrunde 1966 in England, dabei pfiff er das in Deutschland durch den Gewaltschuss von Lothar Emmerich aus spitzem Winkel zum 1:1-Zwischenstand bekannt gewordene abschließende Gruppenspiel zwischen Deutschland und Spanien. Beim folgenden WM-Turnier war Antônio de Moraês Vertreter Brasiliens, dafür gehörte Marques beim Olympischen Fußballturnier 1972 in München – auch das Eröffnungsfußballspiel für das Olympiastadion München im Mai 1972 zwischen Gastgeber Deutschland und Sowjetunion pfiff er – zu den Spieloffiziellen. Letztlich wurde ihm dort die Leitung des Spiels um die Bronzemedaille übertragen, nach einem 2:2-Remis nach Verlängerung erhielten sowohl die Sowjetunion als auch die DDR eine Medaille. Zwei Jahre später kehrte er nach Deutschland zurück, um bei der WM-Endrunde 1974 erneut als Offizieller aufzutreten. Dabei kam er in der zweiten Gruppenphase als Spielleiter zum Einsatz, zudem stand er als Assistent an der Seite des Spielfelds. Letztere Rolle übernahm er zusammen mit dem Argentinier Luis Pestarino zur Unterstützung des uruguayischen Hauptschiedsrichters Ramón Barreto beim Gruppenspiel zwischen der DDR- und der BRD-Auswahl am 22. Juni 1974 im Volksparkstadion in Hamburg. Bereits in der Qualifikation zum Turnier hatte er eine bedeutende Partie geleitet, als sich in Moskau die Sowjetunion und Chile in einem politisch aufgeladenen Spiel 0:0-Unentschieden getrennt hatten – zum Rückspiel trat die UdSSR-Mannschaft nicht an, da kurz zuvor durch den Putsch in Chile gegen die sozialistische Regierung Salvador Allendes eine rechtsgerichtete Militärdiktatur unter Augusto Pinochet an die Macht kam und im Austragsungsort Estadio Nacional de Chile in den Wochen vor der Austragung Oppositionelle gefoltert wurden.
Auch auf Vereinsebene leitete Marques bedeutende Spiele. Auf nationaler Ebene leitete er mit Finalspielen in den Wettbewerben um die Taça Brasil 1962, 1963, 1964, 1965, 1966 und 1967 sechs Mal in Folge Endspiele um die brasilianische Meisterschaft. Später wurde die Meisterschaftsendrunde in Turnierform  als Torneio Roberto Gomes Pedrosa respektive Campeonato Nacional de Clubes ausgetragen, auch hier kam er regelmäßig zum Einsatz. Auf internationaler Ebene pfiff er regelmäßig Partien der Copa Libertadores, dort stand er im Wettbewerb 1972 im Finalhinspiel mit den Mannschaften von Universitario de Deportes und CA Independiente auf dem Spielfeld. 1964 war er zudem Spielleiter im Aufeinandertreffen zwischen CA Independiente und Inter Mailand im Hinspiel um den Weltpokal.
1977 beendete Marques seine Schiedsrichterlaufbahn, zum Abschied leitete er dabei im Juni des Jahres ein Länderspiel zwischen Brasilien und Jugoslawien.